# 惡魔城 漆黑前奏曲
《惡魔城 漆黑前奏曲》是日本科樂美集團旗下遊戲部門「科樂美電腦娛樂名古屋」（KCE NAGOYA）所開發的惡魔城系列動作遊戲，這是在Game Boy上的最終作。

## 遊戲特色
- 副武器因變成收集用道具，故魔法攻擊取代副武器，但是魔法攻擊非常不實用，因為回復使用數靠愛心，但是愛心消耗量比不上回復速度，而且只要GAME OVER，愛心量會自動歸零。
- 敵人會重復出現
- 新增加BURNING值，一定時間無敵與速度加快，不可回復。
- 收集道具這個要素讓遊戲難上加難，因為道具沒有收集齊全見不到真正的結局。
- 惡魔城X 月下夜想曲男主角阿爾卡特(アルカード)第一次在Game Boy現身，並擔任頭目角色。

## 與系列作衝突
本作品在日後五十嵐孝司擔任《惡魔城》系列總製作時，因本作劇情因與系列衝突過大，將此作從惡魔城系列官方歷史年表中刪除，本作劇情設定除主角索妮亞‧貝爾蒙多為拉爾夫‧C‧貝爾蒙多之母的設定外全部刪除。本作與系列作衝突也成為遊戲特點。
- 阿爾卡特在本作中設定成因自身的詛咒血液而不得不與索妮雅戰鬥並死亡，但在系列作表明阿爾卡特由此至終都與吸血鬼獵人合作，一直生存至2036年仍在生。
- 本作中設定阿爾卡特與索妮亞為戀人，索妮亞與其產有一子─即拉爾夫‧C‧貝爾蒙多，令貝爾蒙多祖先變為德古拉而非里昂‧貝爾蒙多，即使不考慮惡魔城 無罪的嘆息，此舉也令貝爾蒙多家族後代全帶有闇之眷屬血統而非一般人類，更令後續劇情變為德古拉的後代討伐作為祖先的德古拉。

## 外部連結
- 悪魔城ドラキュラシリーズ総合サイト （页面存档备份，存于）KONAMI（日語）